# Райбак
Райън Алан Рийвъс (на английски: Ryan Allen Reeves, род. 10 ноември 1981 г.) е американски професионален кечист. Подписва договор със Световната федерация по кеч, където се бие под името Райбак. След като става един от осемте финалисти на WWE Tough Enough, по-късно подписва договор със WWE. Той участва в първия сезон на NXT в началото на 2010 г. под името Скип Шефилд. През 2015 г. печели Интерконтиненталната титла на WWE. През май 2016 г. се оттегля от WWE, поради спор с компанията, и започва да участва в по-низши независими лиги.

## Завършващи движения
- Shell Shocked (Cradle suplex lifted and dropped into a running horizontal muscle buster)
- Meat Hook (Running Lariat)
- Fallaway Slam
- Bearhug
- Delayed Vertical Suplex
- Boulder Holder (Backpack Stunner)
- Spinebuster
- Double Powerbomb
- Powerbomb

### Титли и постижения
- Heroes and Legends Wrestling
  - Шампион на HLW (1 път)
- Ohio Valley Wrestling
  - Шампион в Тежка Категория на OVW (1 път)
- Pro Wrestling Illustrated
  - Вражда на годината (2010) – The Nexus срещу WWE
  - Най-мразеният Кечист на годината (2010) – Като част от The Nexus
  - Най-усъвършенстваният кечист на година (2012)
  - PWI 500 го класира на No.13 от топ 500 кечистите през 2013
- Rock And Roll Wrestling
  - Шампион на RRW (1 път)
- Wrestling Observer Newsletter
  - Най-преувеличен (2012)
- World Wrestling Entertainment/WWE
  - Интерконтинентален шампион на WWE (1 път)
  - Награди слами (5 пъти)
    - Crowd Chant of the Year (2012) Feed Me More!
    - Match of the Year (2014) – Team Cena vs. Team Authority at Survivor Series
    - Newcomer of the Year (2012)
    - Shocker of the Year (2010) The debut of The Nexus
    - Trending Now (2012) #FeedMeMore
- WrestlePro
  - WrestlePro Отборен шампион (1 път) – с Пат Бък

## Интро песни
- Wild & Young на American Bang (2 март 2010 – 11 май 2010)
- We Are One на 12 Stones (7 юни 2010 – 18 август 2010)
- Meat на Джим Джонстън (6 април 2012 – 10 август 2012)
- Meat On The Table на Джим Джонстън (13 август 2012 – )